# Yukarıyağmurlu
Yukarıyağmurlu (kurd. Yukarısêvik, auch Sêvika Jorîn) ist ein Dorf im Landkreis Karlıova der türkischen Provinz Bingöl. Yukarıyağmurlu liegt in Ostanatolien auf 1960 m über dem Meeresspiegel, ca. 34 km südwestlich von Karlıova. Yukarıyağmurlu ist die Schwestersiedlung von Aşağıyağmurlu.
Der Name Yukarıyağmurlu bedeutet „Oberes Yağmurlu“. Im Osmanischen Reich hieß die Ortschaft Sevik ulya („Oberes Sevik“).
1985 lebten 791 Menschen in Yukarıyağmurlu. 2009 hatte die Ortschaft 532 Einwohner.